# Accidente ferroviario de Once
El Accidente ferroviario de Once, comúnmente llamado Tragedia de Once, fue un siniestro ferroviario ocurrido en Buenos Aires, Argentina, el miércoles 22 de febrero de 2012, en el que murieron 51 personas, de las cuales una se encontraba embarazada, y 789 resultaron heridas.
El choque se produjo a las 8:33, cuando el tren n.° 3772 de la línea Sarmiento, identificado como «Chapa 16», no detuvo su marcha y colisionó con los paragolpes de contención cuando estaba arribando a la plataforma número 2 de la estación terminal de Once.
Fue el tercer accidente ferroviario más grave de la Argentina, después del ocurrido en Benavídez en 1970, donde murieron 236 personas, y el ocurrido en Sa Pereira en 1978 que causó 55 muertos.
Al momento del accidente, el estado nacional argentino mantenía un contrato de concesión de la línea Sarmiento con la empresa Trenes de Buenos Aires, también conocida por las siglas TBA.
Los hechos dieron lugar a dos juicios, conocidos como Once I y Once II. En el juicio Once I el tribunal dictó sentencia en 2014, con 21 condenados (18 empresarios, 2 funcionarios y el conductor), mientras que en 2018 la Cámara absolvió a uno de los condenados y redujo todas las penas restantes, lo que fue apelado ante la Corte Suprema. El juicio Once II se realizó en 2018, y la sentencia registró criterios distintos que Once I, absolviendo al principal acusado, el exministro del Gobierno de la presidenta Cristina Fernández de Kirchner, Julio De Vido del estrago ferroviario, aunque condenándolo por administración fraudulenta.

## Contexto
Entre 2011 y 2013 se produjeron cuatro siniestros ferroviarios en la misma línea (Sarmiento). Dos de ellos se produjeron en la estación Once, uno en Flores y otro en Castelar. El primer siniestro se produjo el 13 de septiembre de 2011, provocando la muerte de 11 personas y lesiones a 228 personas. El segundo se produjo el 22 de febrero de 2012, provocando la muerte de 52 personas y lesiones a 789 personas. El tercero se produjo el 13 de junio de 2013, provocando la muerte de 3 personas y lesiones a 315 personas. El cuarto se produjo el 19 de octubre de 2013, provocando lesiones a 105 personas.

## Accidente

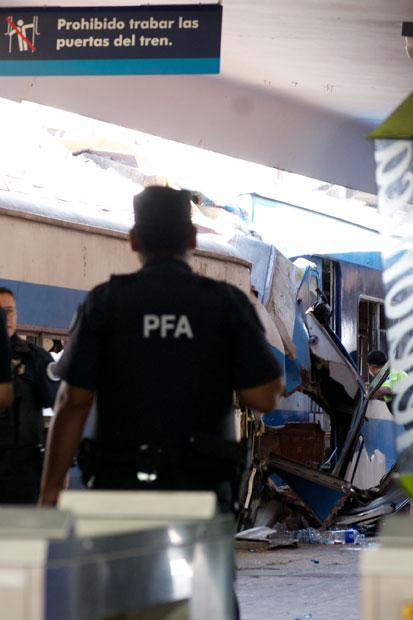
Un policía observa el segundo coche que colisionó con el primero dado el impacto del convoy con los paragolpes.

### Siniestro
El miércoles 22 de febrero de 2012, a las 08:33 a. m., el tren n.º 3772 de la línea Sarmiento, identificado con la chapa 16, que se encontraba llegando a la plataforma número 2 de la estación terminal de Once, no detuvo su marcha y colisionó con los paragolpes de contención.
Los primeros tres vagones se aplastaron, ocasionando los heridos más graves. Según la BBC «uno de los vagones se introdujo seis metros dentro del próximo». Muchos pasajeros informaron haber oído el aplastamiento a modo de una gran explosión, provocando una onda expansiva que ocasionó la rotura de todos los vidrios.

### Víctimas
El siniestro ocurrió a las 8:33 (hora local) en el primer día laboral de la semana luego de los feriados por el Carnaval, y fue en pleno horario pico, por lo cual los coches de pasajeros estaban atestados de personas, que en su mayoría eran trabajadores en rumbo a sus empleos. La totalidad de las víctimas fatales se encontraban en el primer y segundo coche.

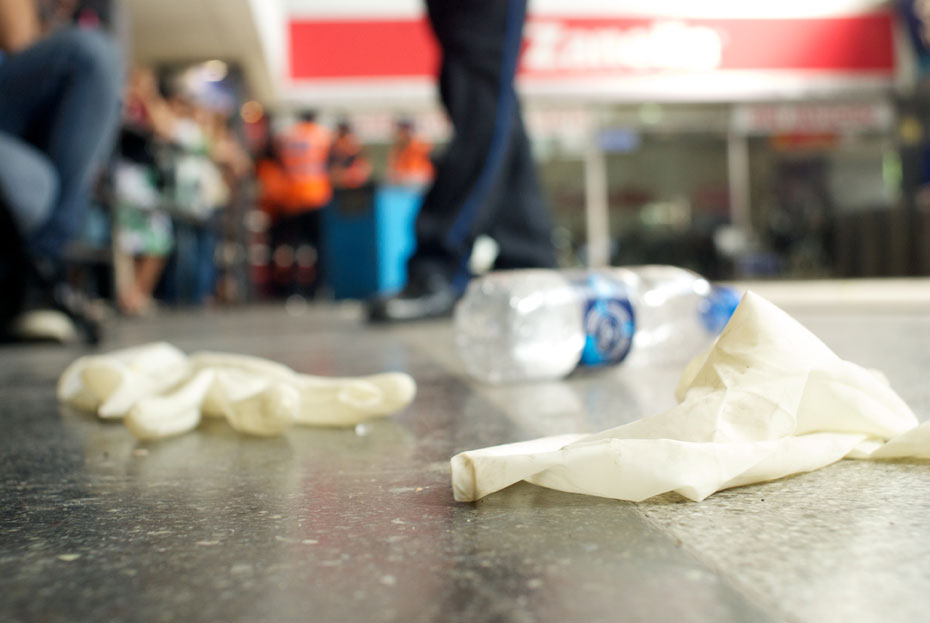
Unos guantes de látex, y una botella de agua, en el piso de la estación, que utilizaban los rescatistas para socorrer a las víctimas y trasladarlos.

El impacto causó 51 víctimas fatales, incluyendo a una mujer embarazada. A ese número se sumaron 789 heridos de distintas gravedades, de los cuales 200 fueron trasladados a 13 hospitales de la ciudad de Buenos Aires.
La mayoría de las víctimas fatales se encontraban en los dos vagones delanteros, que eran los que más pasajeros llevaban, debido a la costumbre en trenes y subtes de ubicarse en los primeros coches para ganar tiempo y acceder con más facilidad y rapidez a otros medios de transporte.

## Respuesta a la emergencia

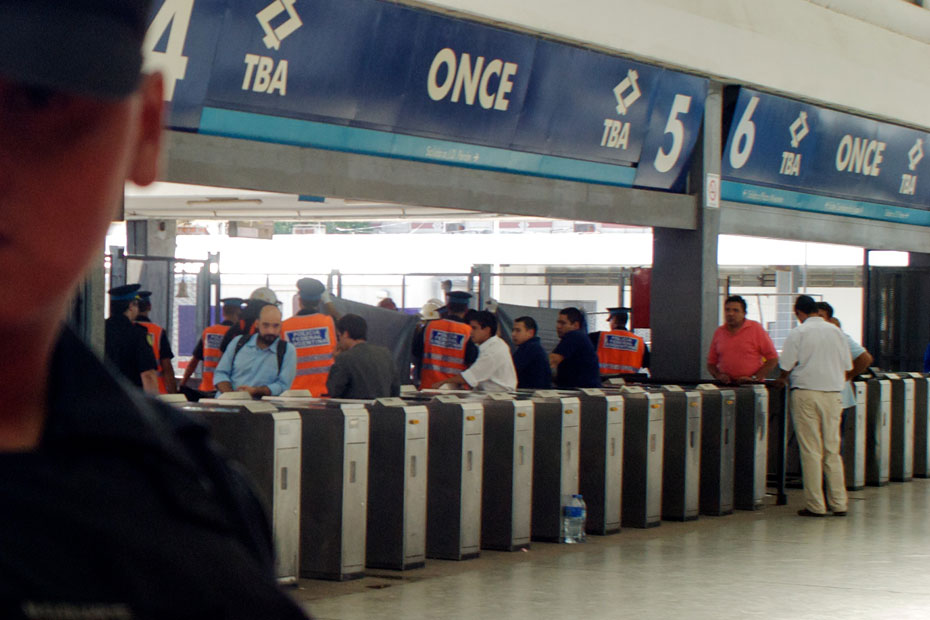
Miembros de la Policía Federal Argentina (PFA) resguardan la zona del accidente en la estación, a fin de preservar a los cuerpos.

El día del accidente, muchas ambulancias estaban localizadas en el puerto de la ciudad de Buenos Aires, esperando la llegada de un barco con personas enfermas. Muchas de ellas dejaron el puerto para trabajar en la zona del accidente, rescatando mucha gente herida, y trasladándola al hospital. Las personas con lesiones menores fueron dejadas en la zona del accidente. De acuerdo con el jefe de Defensa Civil de la ciudad, hubo dificultades en el rescate debido a la sólida estructura de los coches, lo que dificulto la remoción de los escombros. El conductor del tren, con el esfuerzo de muchas personas, fue rescatado vivo y trasladado en ambulancia, con heridas en las piernas. Del operativo participaron dos helicópteros y 110 ambulancias del Sistema de Atención Médica de Emergencia y ambulancias de empresas privadas coordinados por Estela Morandi, además de varias dotaciones de bomberos y centenares de efectivos de la Policía Federal.
La última víctima, Lucas Menghini Rey de 20 años de edad, fue encontrada dos días después en una cabina del conductor, entre el tercer y cuarto vagón. El padre de la víctima lo reconoció en un video de vigilancia subiéndose al tren por la primera ventanilla del cuarto vagón, lo cual ayudó al hallazgo. El Ministerio de Seguridad explicó que la víctima estaba en una cabina vedada a los pasajeros, en desuso y con las puertas clausuradas. La demora en encontrarlo desencadenó incidentes entre los familiares.
Un año después, en una entrevista con el diario Clarín, los bomberos comentaron sobre el operativo. Los bomberos recordaron que tuvieron presión para entregar la escena rápido, y que los superiores los iban despachando a sus cuarteles, donde seguían de guardia atendiendo otros incendios y rescates.

### Duelo
La Presidenta de la Nación, Cristina Fernández de Kirchner, decretó 48 horas de duelo nacional y el Jefe de Gobierno de la ciudad de Buenos Aires, Mauricio Macri, lo decretó en la ciudad. El gobernador de la provincia de Buenos Aires, Daniel Scioli, lo hizo en la provincia. En estos casos, se suspendieron las celebraciones de carnaval programadas para esos días.

## Actuaciones judiciales
La causa fue investigada por el juez federal Claudio Bonadío y fue juzgada en dos juicios orales, conocidos como Once I y Once II, seguidos contra distintos acusados, realizados en 2014 y 2018.

### Investigación
Los hechos fueron investigados por el fiscal federal Federico Delgado, bajo el control del juez de instrucción federal Claudio Bonadio. En los primeros días el fiscal Delgado acusó duramente al juez Bonadío de «apropiarse» del expediente, impididiéndole realizar sus tareas de investigación.
La cuestión central investigada en la etapa de instrucción estuvo referido al estado de los frenos, para establecer si el maquinista del tren, Marcos Córdoba, había omitido frenar, o si los frenos estaban rotos, debido a que no habían sido adecuadamente mantenidos, poniendo la responsabilidad en cabeza de los dueños de la empresa ferroviaria, sindicalistas y funcionarios de control.
En total actuaron seis peritos ingenieros. Los tres primeros oficiales y los tres últimos de parte:
- Raúl Díaz, perito de la Corte Suprema de Justicia;
- Néstor Luzuriaga, perito de la Corte Suprema de Justicia;
- Juan Brito, especialista de la Universidad de Buenos Aires; fue denunciado por el diario Clarín de cobrar dinero de la empresa TBA, a cargo del servicio al momento del accidente;[32]
- Horacio Faggiani, de la Comisión Nacional del Transporte, propuesto por el maquinista acusado;
- Alejandro Leonetti, de la Secretaría de Transporte, propuesto por la defensa;
- Julio Pastine, propuesto por la empresa TBA, concesionaria de la línea Sarmiento al momento del accidente.

#### Hallazgos
De las pericias se determinó que en sólo 6 de 8 coches de la formación los compresores del sistema de freno estaban en condiciones de funcionar, que el sistema de frenado tenía materiales deteriorados, y que 7 de los 8 coches de la formación presentaban diferencias en sus reparaciones generales. A su vez se determinó que los paragolpes no tenían el sistema hidráulico en funcionamiento, influyendo en las consecuencias del accidente. También se calculó que el tren entró a la estación a unos 20 km/h, una velocidad cinco veces superior de lo normal.
La mayoría de los peritos concluyeron que los frenos funcionaban correctamente, salvo el ingeniero Brito, que sostuvo que el conductor se quedó sin poder de freno. El juez Bonadío desestimó las conclusiones de la mayoría (Díaz, Luzuriaga, Faggiani, Leonetti y Pastine) y avaló las conclusiones del perito Brito, para concluir que «lo más probable sea que Córdoba haya tenido un problema de disminución de presión y eso lo hizo frenar muy sobre el golpe». Con ese criterio, Bonadío sobreseyó al maquinista Córdoba, y poco después también procesaría a todos los peritos menos Brito, mandándolos a juicio acusados de ponerse «de acuerdo con el propósito de responsabilizar penalmente por los hechos ocurridos el 22 de febrero de 2012 únicamente al conductor del tren». Con posterioridad, ambas decisiones serían dejadas sin efecto: el maquinista Córdoba sería procesado y llevado a juicio y los peritos serían absueltos en el juicio oral.
Finalmente, en febrero de 2013 el juez Bonadío elevó la causa a juicio, con 28 procesados, entre ellos el maquinista Marcos Córdoba y los ex secretarios de transporte Ricardo Jaime y Juan Pablo Schiavi. El sorteo estableció que el juicio oral debía realizarse ante el Tribunal Oral Federal N° 1 (TOF1) de la Ciudad de Buenos Aires.

### Primer juicio (Once I)
El 18 de marzo de 2014 comenzó el juicio ante el Tribunal Oral en lo Criminal Federal N.º 2 (TOCF2), integrado por los jueces Rodrigo Giménez Uriburu, Jorge Alberto Tassara y Jorge Luciano Gorini.
En el juicio fueron juzgados dos hechos: por un lado el siniestro de Once, con su secuela de muertes y lesiones, y por otro lado si hubo administración fraudulenta en la administración de la empresa ferroviaria y la gestión ministerial.
El juicio se extendió por casi dos años. Entre los actos más relevantes se encuentra la decisión del tribunal de rechazar las conclusiones de cuatro de los seis peritos (ingenieros Horacio Faggiani, Julio César Pastine, Alejandro Héctor Leonetti y Raúl Díaz) y solicitar que los mismos fueran procesados por falso testimonio, cosa que hizo el juez Bonadío. En ese marco, el perito ingeniero Leonetti fue detenido por el tribunal. Dos años después los cuatro peritos resultarían absueltos.
La sentencia fue dictada el 29 de diciembre de 2015 y los fundamentos se dieron a conocer el 30 de marzo de 2016. De los 28 acusados, 21 personas recibieron condenas y 7 personas resultaron absueltas.

#### Administración fraudulenta de la empresa ferroviaria y la gestión ministerial
El tribunal consideró acreditado que el directorio de TBA incumplió con los deberes de administración y cuidado de los bienes públicos afectados a la línea Sarmiento.
Se tomó como probado que miembros del comité ejecutivo y del directorio tomaron la decisión de no ejecutar tareas de mantenimiento que debían cumplir. Con el objetivo de obtener beneficios económicos, ejecutaron un plan delictivo ocasionando perjuicio económico a los bienes públicos por el deterioro de la flota asignada a la línea, flota de propiedad estatal. El plan delictivo consistía en permitir que la flota de material rodante circule en deplorable estado, afectando el confort y la seguridad de los pasajeros. Esto les permitía solicitar anticipadamente la reconstrucción integral del material rodante con fondos aportados por el Estado Nacional. Los fondos eran abonados a la empresa Emprendimientos Ferroviarios SA. Luego, obtenían los beneficios a través de un contrato ficticio de asesoramiento integral con la empresa Cometrans SA.
Para el tribunal, sería imposible realizar esto sin la colaboración de los funcionarios públicos Juan Pablo Schiavi y Ricardo Jaime. En sus respectivos cargos dentro de la Secretaría de Transporte, tenían la obligación de controlar el sistema ferroviario. Tenían conocimiento del mal estado del material rodante y de la política empresarial de TBA, y recibieron alertas por parte de la CNRT. A pesar de esto, utilizaron artimañas burocráticas para detener las medidas que eviten el plan delictivo de la empresa. Así, contribuyeron al mal estado del material que fue entregado en concesión a TBA.
En los fundamentos de la sentencia, el tribunal menciona que con el accionar delictivo de los imputados se incumplieron las condiciones de seguridad, superando el umbral del riesgo permitido en el rubro ferroviario. A su vez, destruyeron el estándar de calidad proyectando un trato indigno a los usuarios del servicio.

#### Mecánica del siniestro
El tribunal recriminó severamente al cuerpo pericial, imputándole actuar criminalmente con el fin de «exculpar al empresariado», y desechó sus conclusiones sobre la velocidad del tren al momento de chocar.Prescindiendo de las pericias, los jueces sostuvieron que la velocidad del tren al momento de chocar era de 20 km/h, resultado que el tribunal dedujo de los datos registrados por el GPS, concluyendo que el maquinista Córdoba había intentado frenar en los instantes finales, pero tardíamente.
Con respecto a la mecánica del siniestro, el tribunal tuvo muy en cuenta una modalidad de frenado llamada «freno largo», que caracterizaba a los trenes de marca Toshiba, y que consistía en necesitar una mayor distancia de frenado. Las causas técnicas del freno largo no fueron probadas en el juicio, pero el tribunal consideró que se trataba de una «anomalía», que había causado un «sistema de frenos degradado», que incrementó el peligro y debió haber sido evitado por la empresa TBA. Esa circunstancia fue considerada parte de un «patrón empresarial vinculado a la desatención de los estándares de seguridad mínimos para una operación
confiable del servicio ferroviario de transporte de pasajeros».
Con respecto al maquinista Córdoba, el tribunal consideró que el accidente se produjo porque frenó tardíamente, circuló a mayor velocidad que la permitida, y desconectó el sistema preventivo de «hombre muerto», pero evaluó que su conducta no había tenido la intención de causar el estrago, en contra de lo señalado por la defensa. A su vez consideró que los empresarios y los funcionarios del Estado, tuvieron mayor responsabilidad debido a la administración fraudulenta de los recursos y en algunos casos, también por agravar los riesgos que influyeron en el siniestro.

#### Sentencia de primera instancia
Dieciocho de los veintiún condenados fueron empresarios, la mayoría de la empresa TBA, concesionaria de la línea férrea. A ellos se sumaron dos funcionarios, que fueron la cabeza de la Secretaría de Transporte de la Nación, a la época de accidente y hasta tres años antes. Finalmente también fue condenado el maquinista, con una pena en suspenso. Las condenas fueron las siguientes:
1. Sergio Claudio Cirigliano, expresidente de TBA: 9 años de prisión (pena reducida por la Cámara).
2. Marcelo Alberto Calderón, director de Cometrans: 8 años de prisión (pena reducida por la Cámara).
3. Jorge Álvarez, director de TBA: 8 años de prisión (pena reducida por la Cámara).
4. Juan Pablo Schiavi, secretario de Transporte de la Nación al momento del siniestro: 8 años de prisión (pena reducida por la Cámara).
5. Sergio Daniel Tempone, gerente de Operaciones de TBA: 7 años de prisión (pena reducida por la Cámara).
6. Ricardo Jaime, secretario de Transporte de la Nación entre 2003 y 2009: 8 años de prisión (pena reducida por la Cámara).
7. Carlo Michele Ferrari, presidente de TBA: 6 años de prisión (pena reducida por la Cámara).
8. Jorge Alberto De Los Reyes, vicepresidente de TBA: 6 años de prisión (pena reducida por la Cámara).
9. Carlos Esteban Pont Verges, director de TBA: 6 años de prisión (pena reducida por la Cámara).
10. Roque Ángel Cirigliano, jefe de Material Rodante de TBA: 5 años de prisión (pena reducida por la Cámara).
11. Antonio Marcelo Suárez, director de TBA: 5 años de prisión (pena reducida por la Cámara).
12. Laura Aída Ballesteros, directora de TBA: 5 años de prisión (pena reducida por la Cámara).
13. Guillermo Antonio D'Abenigno, director de TBA: 5 años de prisión (pena reducida por la Cámara).
14. Francisco Adalberto Pafumi, directivo de TBA: 5 años de prisión (pena reducida por la Cámara).
15. Víctor Eduardo Astrella, director de TBA: 5 años de prisión (pena reducida por la Cámara).
16. Alejandro Rubén Lopardo, director de Cometrans: 4 años de prisión (pena reducida por la Cámara).
17. Pedro Roque Raineri, directivo de TBA: 4 años de prisión (pena reducida por la Cámara).
18. Oscar Alberto Gariboglio, vicepresidente de Cometrans: 4 años de prisión (pena reducida por la Cámara).
19. José Doce Portas, director de Cometrans: 4 años de prisión (pena reducida por la Cámara).
20. Marcos Antonio Córdoba: tres años y seis meses de prisión e inhabilitación especial por seis años (pena reducida por la Cámara).
21. Daniel Guido Lodola, gerente de la Línea Sarmiento: 3 años de prisión de ejecución condicional (absuelto por la Cámara).

#### Sentencia de segunda instancia
El 8 de mayo de 2018 la Sala Tercera de la Cámara Federal de Casación Penal (Juan Carlos Gemignani, Eduardo Rafael Riggi y Carlos Alberto Mahiques) dictó la sentencia de segunda instancia, confirmando el fallo de primera instancia en lo sustancial, pero reduciendo las penas de todos los condenados y absolviendo a Daniel Lodola, gerenta de la Línea Sarmiento, que había sido condenado en la instancia anterior. Las penas impuestas por la Cámara, fueron las siguientes, todas menores a las impuestas en primera instancia:
1. Sergio Claudio Cirigliano, expresidente de TBA: 7 años de prisión.
2. Marcelo Alberto Calderón, director de Cometrans: 6 años de prisión.
3. Jorge Álvarez, director de TBA: 6 años de prisión.
4. Juan Pablo Schiavi, secretario de Transporte de la Nación al momento del siniestro: 5 años y 6 meses de prisión.
5. Sergio Daniel Tempone, gerente de Operaciones de TBA: 5 años de prisión.
6. Ricardo Jaime, secretario de Transporte de la Nación entre 2003 y 2009: 7 años de prisión.
7. Carlo Michele Ferrari, presidente de TBA: 5 años de prisión.
8. Jorge Alberto De Los Reyes, vicepresidente de TBA: 5 años de prisión.
9. Carlos Esteban Pont Verges, director de TBA: 5 años de prisión.
10. Roque Ángel Cirigliano, jefe de Material Rodante de TBA: 3 años y 6 meses de prisión.
11. Antonio Marcelo Suárez, director de TBA: 4 años de prisión.
12. Laura Aída Ballesteros, directora de TBA: 4 años de prisión.
13. Guillermo Antonio D'Abenigno, director de TBA: 4 años de prisión.
14. Francisco Adalberto Pafumi, directivo de TBA: 4 años de prisión.
15. Víctor Eduardo Astrella, director de TBA: 4 años de prisión.
16. Alejandro Rubén Lopardo, director de Cometrans: 3 años de prisión.
17. Pedro Roque Raineri, directivo de TBA: 3 años de prisión.
18. Oscar Alberto Gariboglio, vicepresidente de Cometrans: 3 años de prisión.
19. José Doce Portas, director de Cometrans: 3 años de prisión.
20. Marcos Antonio Córdoba: 3 años y 3 meses de prisión e inhabilitación especial por 6 años y 6 meses.

#### Recursos
Todos los condenados presentaron recursos ante la Corte Suprema. Hasta que los mismos estén resueltos la sentencia no está firme.

### Segundo juicio (Once II)
El 27 de septiembre de 2017 se inició el segundo juicio por la tragedia de Once, conocido como Once II. El juicio se realizó ante el Tribunal Oral en lo Criminal Federal N.º 4 (Pablo Bertuzzi, Guillermo Costabel y Gabriela López Iñíguez), siendo los acusados el diputado nacional Julio de Vido, quien fuera ministro de Planificación cuando sucedió el siniestro de Once, y Gustavo Simeonoff, quien era el responsable de la Unidad de Renegociación y Análisis de Contratos de Servicios Públicos (UNIREN). Para poder ser enjuiciado, De Vido debió ser "desaforado", es decir, debido a que era en ese momento diputado nacional, la Cámara de Diputados debió habilitar el juicio, disponiendo que De Vido quedara excluido de la Ley de Fueros N.º 25.320, sancionada el año 2000. Los acusados fueron enjuiciados por dos eventuales delitos: el accidente de Once de 2012 y la administración fraudulenta de los recursos públicos.

#### Sentencia de primera instancia de Once II
El 10 de octubre de 2018 el Tribunal Oral en lo Criminal Federal N.º 4 (TOCF4) dictó su veredicto absolviendo a Julio De Vido por el estrago ferroviario de 2012 y condenándolo por administración fraudulenta a 5 años y 8 meses de prisión además de dejarlo inhabilitado a ejercer cargos públicos de por vida, y absolviendo de todos los cargos a Gustavo Simeonoff. Los argumentos del fallo fueron publicados el 10 de diciembre del 2018.
A diferencia de lo que sucedió en el juicio Once I, en este caso el tribunal consideró que la administración fraudulenta no tenía la entidad necesaria para causar o concausar el estrago ferroviario de 2012, razón por la cual consideró que De Vido no era culpable de la tragedia de Once.

## Reacciones

### Nacionales
Rubén Sobrero y políticos de Proyecto Sur, el diputado Pino Solanas acusó a la empresa y a la CNRT. La Unión Cívica Radical y la Coalición Cívica ARI denunciaron el pésimo estado de la línea Sarmiento y del sistema ferroviario argentino y a la administración de Cristina Fernández de Kirchner y a la Auditoría General de la Nación.
Leandro Despouy indicó: “no hay ninguna duda de que el Estado tiene una responsabilidad mayúscula en lo que concierne a la concesión de un servicio público, que sigue estando en manos del Estado: sólo se concede en la medida en que la empresa cumpla estrictamente con las condiciones que el propio Estado establece en el contrato de concesión”. La Auditoría General de la Nación presentó un informe el 2 de marzo de 2012 recomendando “intimar a TBA para que dé cumplimiento a las tareas de mantenimiento, que garanticen la correcta conservación de los bienes concesionados y la seguridad operativa del sistema, contemplando la totalidad de las rutinas establecidas para el material rodante”. Desde su privatización en 1995, TBA recibía subsidios.

#### Por parte del gobierno nacional
El día del accidente, por la tarde, Juan Pablo Schiavi dio una conferencia de prensa sin responder preguntas. Mencionó que no sabían aún qué pasó en los últimos 40 metros, ni por qué no paró el tren, y precisó que la formación ingresó al andén con una velocidad habitual. También indicó que había muchas personas en los primeros vagones, haciendo que haya más víctimas, mencionando que «los primeros dos coches estaban atiborrados de gente, porque todos se agolpan para salir primero». Y opinó que si el accidente ocurría el día anterior, que era feriado, no hubiera sido tan grave.

#### Por parte de la empresa TBA
El 5 de junio de 2012, la empresa Trenes de Buenos Aires difundió un comunicado negando haber puesto "en riesgo documentación contable" o haber "obstruido el accionar de la Justicia".

En ningún momento TBA y sus directivos o accionistas han puesto en riesgo la documentación contable ni han obstruido el accionar de la justicia sino que por el contrario desde el inicio mismo de la causa han colaborado en forma permanente, razón por la que estamos muy sorprendidos con la medida tomada por el juez en determinar las detenciones llevadas adelante en las últimas horas de la tarde del lunes 4 de junio.
Comunicado de TBA S.A. 5 de junio de 2012.

Dicha reacción se debió a la detención del propietario de la empresa Claudio Cirigliano y otros tres directivos de la compañía por presunta obstrucción de la investigación.
El 12 de junio el programa Telenoche difundió un video grabado por empleados de una empresa de mudanzas, quienes declararon haber transportado documentación con la orden de no dejar ningún papel". Desde la sede de TBA en Retiro hasta la firma TATSA en el Partido de San Martín y fue confirmado dos días después. Fueron allanadas dos camionetas cargadas de documentación de la empresa. La empresa por su parte, culpó a los delegados de armar una causa por intencionalidades políticas.

#### 22F
En el primer aniversario de la tragedia, cientos de personas se reunieron el 22 de febrero de 2013 para homenajear a los 51 muertos. La marcha llevó el nombre de «22F» (combinación derivada por el número de fecha y la letra inicial del mes de febrero), comenzó con un minuto de silencio a la hora 8:33 UTC-3, la leyenda «JU5T1CIA», haciendo referencia a los 51 muertos. La marcha fue convocada a través de las redes sociales y aún cobra relevancia en la actualidad.

### Internacionales
La noticia provocó la solidaridad de diferentes países que se comunicaron con el gobierno argentino para manifestar su dolor ante la tragedia.
- Uruguay: El presidente José Mujica se comunico con el gobierno argentino: ''para expresar su apoyo y ofrecer sus respetos'', además de ofrecer “la ayuda que sea necesaria”.
- Chile: El presidente Sebastián Piñera durante un acto de inauguración de un hospital en su país, también habló del asunto: “Tomaremos las providencias para llevar ayuda a los hermanos argentinos”.
- Venezuela: El presidente Hugo Chávez afirmó: "Venezuela ratifica, en estos momentos que enlutan a la hermana República de Argentina, su amistad incondicional y la irrestricta voluntad de seguir avanzando en la ecuación del desarrollo regional y en la construcción soberana de la unión latinoamericana".
- México: El gobierno mexicano difundió un comunicado en el cual envían “sentidas condolencias al pueblo y al gobierno de la hermana República Argentina por el lamentable accidente”.
- Paraguay: El presidente de Paraguay, Fernando Lugo, viajó un viernes a Argentina para expresar sus condolencias y solidaridad tras la tragedia ferroviaria. inicialmente está previsto que el mandatario visite la localidad de El Calafate, en el sur argentino, para expresar sus condolencias a la jefa de Estado, Cristina Fernández.
- Nicaragua: El actual presidente de Nicaragua, Daniel Ortega, lamentó el accidente ferroviario ocurrido en Argentina y expresó su solidaridad con la mandataria Cristina Fernández y el país afirmando “Esa es una verdadera conmoción que nos provoca la solidaridad” con esa nación sudamericana que vive momentos de dolor. Comentó que el “terrible” accidente le causó una 'honda impresión' por la tragedia que ha enlutado al país sudamericano. Dijo Ortega en declaraciones a la prensa en compañía de Porfirio Lobo, presidente de Honduras.
- Honduras: El presidente de Honduras, Porfirio Lobo, la noche del jueves, dijo que: “queremos solidarizarnos” con el pueblo, la presidenta Cristina Fernández y los familiares de los 50 fallecidos y al menos 700 heridos que dejó el choque.
- España: El gobierno español al mando del primer ministro Mariano Rajoy emitió un mensaje que concluye con “votos por el próximo restablecimiento de los heridos”.
- Reino Unido: El mensaje del secretario de Relaciones Exteriores británico, Jeremy Browne, quien expresó su pésame por “la pérdida de vidas” en la tragedia y concluye: “Mis pensamientos están con las familias de las víctimas y con los servicios de emergencia que todavía intentan ayudar a los afectados”. El mensaje sorprendió a las autoridades argentinas por la crisis diplomática por las Islas Malvinas que pasaban ambos países debido a las Exploraciones petroleras en las Islas Malvinas.
- Estados Unidos: La embajadora de Estados Unidos en Argentina, Vilma Martínez, lamentó el accidente citando: “La embajadora Vilma S. Martínez y personal de la embajada lamentan el trágico accidente de Once y ofrecen sus condolencias a las familias afectadas”, manifestó, a través de su cuenta de Twitter.[73][74]
- Santa Sede: El entonces papa Benedicto XVI rezó por las víctimas del accidente y afirmó ''Pido fervientemente al Todopoderoso por el eterno descanso de los fallecidos''. [75]

## Video del accidente
En julio del 2013, el portal Infobae tuvo acceso a la grabación de la cámara del tren chapa 16, en donde se observa el correcto funcionamiento de los frenos entre las estaciones Caballito y Once de Septiembre.